# 권영세 (1959년)
권영세(權寧世, 1959년 4월 1일~)는 대한민국의 검사 출신 정치인이다. 제16·17·18·21·22대 국회의원, 제42대 통일부 장관이다.

## 학력
- 서울신석국민학교 졸업
- 대동사대부중학교 졸업
- ~1977년: 배재고등학교 졸업
- ~1981년: 서울대학교 법학 학사
- ~1997년: 서울대학교 대학원 법학 석사
- ~2001년: 하버드 케네디 스쿨 행정학 석사

## 생애

### 초기 약력
배재고등학교를 졸업하고, 서울대학교에서 법학 학사 학위를 취득하였다. 서울대학교 대학원에서 법학 석사 학위를 취득하고, 아이비 리그 하버드 케네디 스쿨 행정학 석사 학위를 취득하였다.
1983년 사법시험에 합격하여 검사로 근무했다.

### 정치 활동
2002년 8월 8일 재보궐 선거에 출마하였다. 김민석 의원이 제3회 지방선거 서울특별시장 선거에 출마하기 위해 국회의원직을 사퇴하여 치러진 2002년 재보궐선거에서 이회창 총재에게 발탁되어 한나라당 후보로 서울특별시 영등포구 을 선거구에 출마하여 재야출신 명망가 장기표 민주당 후보를 누르고 당선되며 정계에 입문하였다.
2004년 제17대 국회의원 선거에서 노무현이 탄핵이 되면서 친이계에서 활동하였다.
2006년 지방선거 서울시당 공천심사위원장으로 공정하고도 깨끗한 공천으로 지방선거 압승을 견인하였다. 한나라당 소장 중도개혁파 모임인 미래모임의 대표단 일원으로 2006년 전당대회를 앞두고 임태희, 남경필 등과 경선하여 승리하여 소장파 대표로 출마하였으나 지도부 입성에는 실패하였다. 이후 임명직 최고위원으로 활동하게 된다.
2007년 친이, 친박간 과열경쟁으로 분열되는 것을 막아내기 위한 활동을 하였다. 2008년 제18대 국회의원 선거에서 한나라당 후보로 같은 선거구에 출마하여 통합민주당 이경숙 후보를 누르고 당선되었다.
2010년 국회 정보위원장으로 선출되었다.
2011년 12월 박근혜 비대위원회의 사무총장으로 임명되어 당의 쇄신과 2012년 공천을 주도하였다.
2012년 9월 새누리당 박근혜 후보 선대위 상황실장으로 대선을 사실상 지휘하여 박근혜 후보의 승리를 견인하였다.
2013년 초 주 중국 대한민국 대사로 임명되어 2015년 3월까지 재임하였다. 주중 대사로 임명되던 중 중국 친선 활동으로 인해서 국가 정책을 발전시키는데 기여하기도 했다.
2022년 5월 12일 제25대 통일부 장관으로 재임하였다. 
2024년 12월 국가 비상사태가 되면서 국민의힘 비상대책위원회 위원장이 되었으며, 여의도연구원 이사장을 겸직하였다.

## 경력
- 1983년: 제25회 사법시험 합격
- 1985년 12월: 사법연수원 제15기 수료
- 1989년~1991년: 수원지방검찰청 검사
- 1991년 3월~1992년 6월: 춘천지방검찰청 강릉지청 검사
- 1992년 7월~1993년 3월: 독일연방 법무부 파견검사
- 1993년 9월~1994년 8월: 법무부 특수법령과 검사
- 1994년 9월~1997년 8월: 서울지방검찰청 검사
- 1997년 9월~1998년 8월: 대검찰청 검찰연구관
- 1998년 9월~1999년 9월: 서울지방검찰청 부부장검사
- 2002년 7월: 법무법인 바른 변호사
- 2002년 8월 8일: 2002년 상반기 재보궐선거 당선(서울 영등포구 을, 한나라당, 초선)
- 2002년 7월~2012년 2월: 한나라당 서울특별시당 영등포구 을 당원협의회 위원장
- 2004년 4월 15일: 대한민국 제17대 국회의원 선거 당선(서울 영등포구 을, 한나라당, 재선)
- 2008년 4월 9일: 대한민국 제18대 국회의원 선거 당선(서울 영등포구 을, 한나라당, 3선)
- 2012년 2월~2013년 6월: 새누리당 서울특별시당 영등포구 을 당원협의회 위원장
- 2013년 6월~2015년 3월: 주 중국 대한민국 대사
- 2015년 8월~2017년 2월: 새누리당 서울특별시당 영등포구 을 당원협의회 위원장
- 2017년 2월~2017년 12월: 자유한국당 서울특별시당 영등포구 을 당원협의회 위원장
- 영민포럼 명예회장
- 한국철도공사 오일게이트 진성조사단 단장
- 한국청소년폭력예방협회 명예회장
- 미국 하버드 대학교 로스쿨 비지팅 스칼라
- 서울대학교 총동창회 부회장
- 2020년 2월~2020년 9월: 미래통합당 서울특별시당 용산구 당원협의회 위원장
- 2020년 4월 15일: 대한민국 제21대 국회의원 선거 당선(서울 용산구, 미래통합당, 4선)
- 2020년 9월~: 국민의힘 서울특별시당 용산구 당원협의회 위원장
- 2021년 3월~2021년 4월: 2021년 재보궐선거 국민의힘 중앙선거대책위원회 서울동행 공동부위원장
- 2021년 3월~2021년 4월: 2021년 재보궐선거 국민의힘 서울특별시장 보궐선거 선거대책위원회 공동선대위원장
- 2021년 7월~2021년 8월: 제20대 대통령 선거 국민의힘 대선경선준비위원회 위원
- 2021년 7월~2023년 9월: 국민의힘 서울특별시당 자문위원장
- 2021년 11월~2022년 1월: 제20대 대통령 선거 국민의힘 살리는 선거대책위원회 총괄특보단장
- 2021년 11월~2022년 1월: 국민의힘 조직강화특별위원회 위원장
- 2021년 12월~2022년 3월: 제20대 대통령 선거 국민의힘 서울을 살리는 선거대책위원회 선거대책위원단 총괄선거대책위원장
- 2022년 1월~2022년 3월: 제20대 대통령 선거 국민의힘 윤석열 대통령 후보 선거대책본부장 겸  대통령 후보 직속 총괄특보단장
- 2022년 1월~2022년 3월: 국민의힘 사무총장
- 2022년 1월~2022년 2월: 2022년 3월 재보궐선거 국민의힘 공천관리위원회 위원장
- 2022년 3월~2022년 5월: 제20대 대통령직인수위원회 부위원장
- 2022년 5월~2023년 7월: 제42대 통일부 장관
- 2023년 9월~2023년 10월: 2023년 하반기 재보궐선거 국민의힘 서울특별시 강서구청장 보궐선거 선거대책위원회 상임고문
- 2024년 4월 10일: 대한민국 제22대 국회의원 선거 당선(서울 용산구, 국민의힘, 5선)
- 2024년 6월~2024년 7월: 국민의힘 정책위원회 산하 시급한 민생 현안 해결을 위한 외교안특별위원회 고문
- (사)민주화추진협의회 부이사장
- (사)이승만건국대통령기념사업회 고문
- 2024년 12월~2025년 5월: 국민의힘 비상대책위원장
- 2024년 12월~2025년 5월: 여의도연구원 이사장

### 의정활동
- 2002년 8월 9일~2012년 5월 29일: 제16대~제18대 국회의원(서울 영등포구 을, 한나라당→새누리당, 3선)
- 한나라당 법률지원단 단장
- 한나라당 정치개혁특별위원회 위원
- 한나라당 전략기획위원회 위원장
- 한나라당 서울특별시당 공천심사위원회 위원장
- 한나라당 참정치운동본부 본부장
- 한나라당 푸른모임 공동대표
  - 국회 과학기술연구회 회장
  - 국회 과학기술정보통신위원회 위원
  - 국회 정무위원회 위원
- 한나라당 나눔봉사위원회 위원장
  - 국회 통일외교통상위원회 위원
  - 국회 남북관계발전특별위원회 위원
  - 국회 한.싱가폴 의원친선협회 부회장
  - 국회 외교통상통일위원회 위원
  - 국회 한일의원연맹 부회장
- 한나라당 서울특별시당 위원장
- 한나라당 최고위원
  - 국회 한독의원친선협회 회장
  - 국회 기획재정위원회 위원
- 한나라당 사무총장
- 한나라당 공직자후보추천위원회 위원
- 새누리당 공직자후보추천위원회 위원
- 새누리당 사무총장
  - 국회 정보위원회 위원장

- 2020년 5월 30일~2024년 5월 29일: 제21대 국회의원(서울 용산구, 미래통합당→국민의힘, 4선)
  - 국회 전반기 행정안전위원회 위원
- 미래통합당 인재영입위원장
- 국민의힘 인재영입위원장
- 국민의힘 사무총장
- 국민의힘 조직강화특별위원회 위원장 
  - 자유경제 포럼 구성의원
  - 한-중 의회외교포럼 공동회장
- 국민의힘 대외협력위원장
  - 국회 전반기 환경노동위원회 위원
  - 국회 후반기 기획재정위원회 위원
  - 국회 후반기 보건복지위원회 위원
    - 국회 후반기 보건복지위원회 청원심사소위원회 위원

  - 국회 후반기 국토교통위원회 위원
    - 국회 후반기 국토교통위원회 청원심사소위원회 위원

  - 국회 해양수산포럼 구성의원

- 2024년 5월 30일~: 제22대 국회의원(서울 용산구, 국민의힘, 5선)
  - 국회 전반기 국토교통위원회 위원
    - 국회 전반기 국토교통위원회 예산결산기금심사소위원회 위원

  - 국회 전반기 정보위원회 위원
    - 제22대 국회 전반기 정보위원회 법안심사소위원회 위원
    - 제22대 국회 전반기 정보위원회 청원심사소위원회 위원장

  - 국가 미래비전 포럼 구성의원
  - 북한 그리고 통일 대표의원
  - 국회 전반기 기획재정위원회 위원
- 국민의힘 비상대책위원장
- 여의도연구원 이사장

## 저서
- 통일 독일 동구제국의 몰수재산 처리 개관(1994)
- 서독 기민 기사당의 동방정책(2010)

## 가족
- 부인: 유지혜
  - 자녀: 슬하 2녀

## 역대 선거 결과
|  | 54.91% |

|  | 43.39% |

|  | 57.56% |

|  | 47.39% |

|  | 37.70% |

|  | 47.81% |

|  | 51.77% |

## 소속 정당
| 소속 정당 | 소속 정당  | 소속 기간 | 비고      |
| --------- | ---------- | --------- | --------- |
|           | 한나라당   | 2002~2012 | 정계 입문 |
|           | 새누리당   | 2012~2013 | 당명 변경 |
|           | 무소속     | 2013~2015 | 탈당      |
|           | 새누리당   | 2015~2017 | 복당      |
|           | 자유한국당 | 2017~2020 | 당명 변경 |
|           | 미래통합당 | 2020      | 합당      |
|           | 국민의힘   | 2020~현재 | 당명 변경 |

## 같이 보기
- 영등포구 을
- 서울 영등포구의 국회의원
- 용산구 (1988년 선거구)
- 서울 용산구의 국회의원
- 주중대사
- 대한민국의 통일부 장관